# Отворено првенство САД у тенису
Отворено првенство Сједињених Америчких Држава или Ју-ес опен (енгл. US Open) је четврти и последњи тениски гренд слем турнир у сезони. Одржава се сваке године крајем августа и почетком септембра, а траје две седмице (седмица пре и седмица после празника рада у Сједињеним Америчким Државама (енгл. Labor Day weekend).

## Историја
Отворено првенство Сједињених Америчких Држава је турнир који има фонд од око 65 милиона долара (3 милиона долара је награда за победнике у појединачној конкуренцији).
Од 1978. године турнир се игра на УСТА националном тениском центру (енгл. USTA National Tennis Center) у Квинсу, у Њујорку.

## Досадашњи победници (појединачна конкуренција)
Представљени су само победници од 1968. За потпунији списак видети: мушкарци и жене појединачно.
| Година | Мушкарци              | Жене                    |
| 1968.  | Артур Еш              | Вирџинија Вејд          |
| 1969.  | Род Лејвер            | Маргарет Смит Корт      |
| 1970.  | Кен Роузвол           | Маргарет Смит Корт (2)  |
| 1971.  | Стен Смит             | Били Џин Кинг           |
| 1972.  | Илије Настасе         | Били Џин Кинг (2)       |
| 1973.  | Џон Њуком             | Маргарет Смит Корт (3)  |
| 1974.  | Џими Конорс           | Били Џин Кинг (3)       |
| 1975.  | Мануел Орантес        | Крис Еверт              |
| 1976.  | Џими Конорс (2)       | Крис Еверт (2)          |
| 1977.  | Гиљермо Вилас         | Крис Еверт (3)          |
| 1978.  | Џими Конорс (3)       | Крис Еверт (4)          |
| 1979.  | Џон Макенро           | Трејси Остин            |
| 1980.  | Џон Макенро (2)       | Крис Еверт-Лојд (5)     |
| 1981.  | Џон Макенро (3)       | Трејси Остин (2)        |
| 1982.  | Џими Конорс (4)       | Крис Еверт-Лојд (6)     |
| 1983.  | Џими Конорс (5)       | Мартина Навратилова     |
| 1984.  | Џон Макенро (4)       | Мартина Навратилова (2) |
| 1985.  | Иван Лендл            | Хана Мандликова         |
| 1986.  | Иван Лендл (2)        | Мартина Навратилова (3) |
| 1987.  | Иван Лендл (3)        | Мартина Навратилова (4) |
| 1988.  | Матс Виландер         | Штефи Граф              |
| 1989.  | Борис Бекер           | Штефи Граф (2)          |
| 1990.  | Пит Сампрас           | Габријела Сабатини      |
| 1991.  | Стефан Едберг         | Моника Селеш            |
| 1992.  | Стефан Едберг (2)     | Моника Селеш (2)        |
| 1993.  | Пит Сампрас (2)       | Штефи Граф (3)          |
| 1994.  | Андре Агаси           | Аранча Санчез Викарио   |
| 1995.  | Пит Сампрас (3)       | Штефи Граф (4)          |
| 1996.  | Пит Сампрас (4)       | Штефи Граф (5)          |
| 1997.  | Патрик Рафтер         | Мартина Хингис          |
| 1998.  | Патрик Рафтер (2)     | Линдси Давенпорт        |
| 1999.  | Андре Агаси (2)       | Серена Вилијамс         |
| 2000.  | Марат Сафин           | Винус Вилијамс          |
| 2001.  | Лејтон Хјуит          | Винус Вилијамс (2)      |
| 2002.  | Пит Сампрас (5)       | Серена Вилијамс (2)     |
| 2003.  | Енди Родик            | Жистин Енен-Арден       |
| 2004.  | Роџер Федерер         | Светлана Кузњецова      |
| 2005.  | Роџер Федерер (2)     | Ким Клајстерс           |
| 2006.  | Роџер Федерер (3)     | Марија Шарапова         |
| 2007.  | Роџер Федерер (4)     | Жистин Енен (2)         |
| 2008.  | Роџер Федерер (5)     | Серена Вилијамс (3)     |
| 2009.  | Хуан Мартин дел Потро | Ким Клајстерс (2)       |
| 2010.  | Рафаел Надал          | Ким Клајстерс (3)       |
| 2011.  | Новак Ђоковић         | Саманта Стосур          |
| 2012.  | Енди Мари             | Серена Вилијамс (4)     |
| 2013.  | Рафаел Надал (2)      | Серена Вилијамс (5)     |
| 2014.  | Марин Чилић           | Серена Вилијамс (6)     |
| 2015.  | Новак Ђоковић (2)     | Флавија Пенета          |
| 2016.  | Стан Вавринка         | Анџелик Кербер          |
| 2017.  | Рафаел Надал (3)      | Слоун Стивенс           |
| 2018.  | Новак Ђоковић (3)     | Наоми Осака             |
| 2019.  | Рафаел Надал (4)      | Бјанка Андреску         |
| 2020.  | Доминик Тим           | Наоми Осака (2)         |
| 2021.  | Данил Медведев        | Ема Радукану            |
| 2022.  | Карлос Алкараз        | Ига Свјонтек            |
| 2023.  | Новак Ђоковић (4)     | Коко Гоф                |
| 2024.  | Јаник Синер           | Арина Сабаленка         |